# Stagione di college football 2022
La stagione di college football NCAA Division I FBS 2022 negli Stati Uniti organizzata dalla National Collegiate Athletic Association (NCAA) per la Division I Football Bowl Subdivision (FBS), il livello più elevato del football universitario, è iniziata il 27 agosto e la sua stagione regolare si è conclusa il 10 dicembre 2022. La finale si è disputata il 9 gennaio 2023 e ha visto la vittoria per il secondo anno consecutivo dei Georgia Bulldogs.
Questa è stata la nona stagione in cui si è adottato il sistema chiamato College Football Playoff (CFP), che ha sostituito il precedente Bowl Championship Series (BCS).

## Bowl game e College Football Playoff
A partire dai playoff 2014–15, sei Bowl CFP ospitano le semifinali di playoff su rotazione. Per questa stagione, il Peach Bowl e il Fiesta Bowl hanno ospitato le semifinali, con le vincenti che si sono affrontate nella finale del campionato NCAA al SoFi Stadium di Inglewood, California.
|  | Semifinali | Semifinali | Semifinali |     |   | Finale  | Finale | Finale |  |
|  |            |            |            |     |   |         |        |        |  |
|  | 1          | Georgia    | 42         |     |   |         |        |        |  |
|  | 1          | Georgia    | 42         |     |   |         |        |        |  |
|  | 4          | Ohio State | 41         |     |   |         |        |        |  |
|  | 4          | Ohio State | 41         |     | 1 | Georgia | 65     |        |  |
|  |            |            |            |     | 1 | Georgia | 65     |        |  |
|  |            |            | 3          | TCU | 7 |         |        |        |  |
|  | 2          | Michigan   | 3          | TCU | 7 | 45      |        |        |  |
|  | 2          | Michigan   |            |     |   |         |        |        |  |
|  | 3          | TCU        | 51         |     |   |         |        |        |  |

## Premi e onori

### Heisman Trophy
L'Heisman Trophy è assegnato ogni anno al miglior giocatore.
- Caleb Williams, QB, USC
- Max Duggan, QB, TCU
- C.J. Stroud, QB, Ohio State
- Stetson Bennett, QB, Georgia

### Altri premi al miglior giocatore
- Giocatore dell'anno dell'Associated Press: Caleb Williams, QB, USC
- Lombardi Award (miglior giocatore): Will Anderson Jr., LB, Alabama
- Maxwell Award (miglior giocatore): Caleb Williams, QB, USC
- SN Player of the Year: Caleb Williams, QB, USC
- Walter Camp Award (miglior giocatore): Caleb Williams, QB, USC